# Tipulia
Tipulia is een geslacht van vlinders van de familie wespvlinders (Sesiidae).

## Soorten
- T. cryptica (Kralicek & Povolny, 1977)
- T. gaderensis (Kralicek & Povolny, 1977)
- T. schwarzi (Kralicek & Povolny, 1977)